# Первомайское (Багратионовский район)
Первомайское — поселок в Багратионовском районе Калининградской области. Входит в состав Пограничного сельского поселения.

## История
С 1437 года известен под названием Бутелитен, которое к XIX веку поменялось на Поттлиттен.
В 1947 году Поттлиттен был переименован в поселок Первомайское

## Население
| 2002 | 2010 |
| ---- | ---- |
| 58   | ↘56  |

В 1910 году проживало 116 человек, в 1933 году — 227 человек, в 1939 году — 217 человек.